# متلازمة زيمرمان–لاباند
متلازمة زيمرمان–لاباند (اختصارًا ZLS) كما تُعرف أيضاً باسم متلازمة لاباند زيمرمان (بالإنجليزية: Laband Zimmermann syndrome)‏ وَمتلازمة لاباند (بالإنجليزية: Laband's Syndrome)‏، هيَ اضطراب خَلقي جسدي سائد نادِر الحُدوث.
تمت صياغة مُصطلح زيمرمان–لاباند مِن قبل كارل جاكوب ويتكوب في عام 1971.

## الأعراض
تتضمن أعراض المتلازمة حُدوث ورام ليفي لثوي مَصحوب بنقص تنسج السلاميات البَعيدة وَخلل تنسج الأظافر وَفرط تحرك المَفاصل، وفي بعض الأحيان تَحدث ضخامة الكبد والطحال، وغالباً ما يكون الأنف وَالصيوان كَبيرا الحَجم وَضَعيفا التَطور، مما يُظهر الأفراد المُصابين بالمتلازمة بعلامات وجهية غير طبيعية مُميزة، كما أنهُ من المُمكن حدوث تخلف عقلي.
يُصيب بهذه المُتلازمة الذكور والإناث على حدٍ سواء، كما أنَّ الورام الليفي اللثوي من المُمكن أن يُحدث عندَ الولادة أو بعد وقت قليل من الوُلادة.

## التوريث

متلازمة زيمرمان-لاباند تحصل عن طريق الوراثة الجسدية السائِدة

متلازمة زيمرمان–لاباند تحدث عن طريق الوراثة الجسدية السائِدة، وهذا يعني أنَّ الجينات المَعيبة المسؤولة عن هذا المرض موجودة على الصبغي الجسدي، وأنَّ نسخة واحدة من الجين كافية لإحداث المَرض عند وراثته من الأب المُصاب أو الأم المُصابة.
تحدث هذه المُتلازمة بسبب طفرة تؤثر على جين قنوات البوتاسيوم-KCNH1.